# Trilogie Nikopol
Trilogie Nikopol je série tří po sobě vydaných sci-fi komiksových knih francouzského autora jugoslávského původu Enki Bilala. Francouzské originály vycházely postupně mezi lety 1980 až 1992. V České republice byla kniha vydána mezi lety 2002 až 2003. V roce 2021 byly všechny tři knihy vydány v jednom svazku.

## Seznam dílů
| Český název          | Originální název       | Rok vydání | Rok vydání v Česku | Pořadí v sérii |
| -------------------- | ---------------------- | ---------- | ------------------ | -------------- |
| Jarmark Nesmrtelných | La Foire aux Immortels | 1980       | 2002               | první kniha    |
| Volavka              | La Femme piège         | 1986       | 2002               | druhá kniha    |
| Chladný rovník       | Froid Équateur         | 1992       | 2003               | třetí kniha    |

## Děj
Děj první knihy se odehrává v roce 2023 v Paříži, která je ovládána fašistickou vládou diktátora Kapustiera. Nad Paříží se začne vznášet neznáme vesmírné plavidlo, které má tvar pyramidy a jeho obyvateli jsou egyptští bohové. Jeden z nich uprchne a spojí se s Alkidiem Nikopolem, právě se navrátivším zběhem Třetí Světové války. Druhá kniha se odehrává v roce 2025 a sleduje příběh novinářky Jill Bioskopové, která prchá z Londýna do Berlína, kde se setká s Alkidiem. Spolu poté odjíždějí do Afriky. Třetí kniha sleduje příběh syna Alkidia, který vypadá nachlup stejně jako jeho otec, dokonce s ním sdílí i jméno. Alkidii mladší hledá v Africe svého otce, který ztrácí rozum a s pomocí egyptského boha Hora bojuje o titul v šachboxingu.